# Rijksbeschermd gezicht Helle
Het rijksbeschermd gezicht Helle is een van rijkswege beschermd dorpsgezicht in de buurtschap Helle nabij het dorp Mechelen in de Nederlands-Limburgse gemeente Gulpen-Wittem.

## Beschrijving gebied
Het dorpsgezicht Helle omvat een kleine groep schilderachtig gelegen vakwerkhuizen in een bocht van de weg van Mechelen naar Camerig, de Bommerigerweg. Deze weg volgt aan de voet van het Elzetterbos (deel van de Vijlenerbossen) de oostzijde van de lager gelegen Geulvallei en biedt een steeds wisselend uitzicht op het brede beekdal en de begroeide heuvels aan weerszijden.
De bebouwing in de buurtschap Helle is in hoofdzaak 18e-eeuws. Bijzonder is de monumentale vakwerkhoeve Bommerigerweg 16, met een dubbele binnenplaats, en het ten zuiden daarvan gelegen complex, dat door de ligging van de diverse panden aan een bocht van de weg een fraai ensemble vormt.

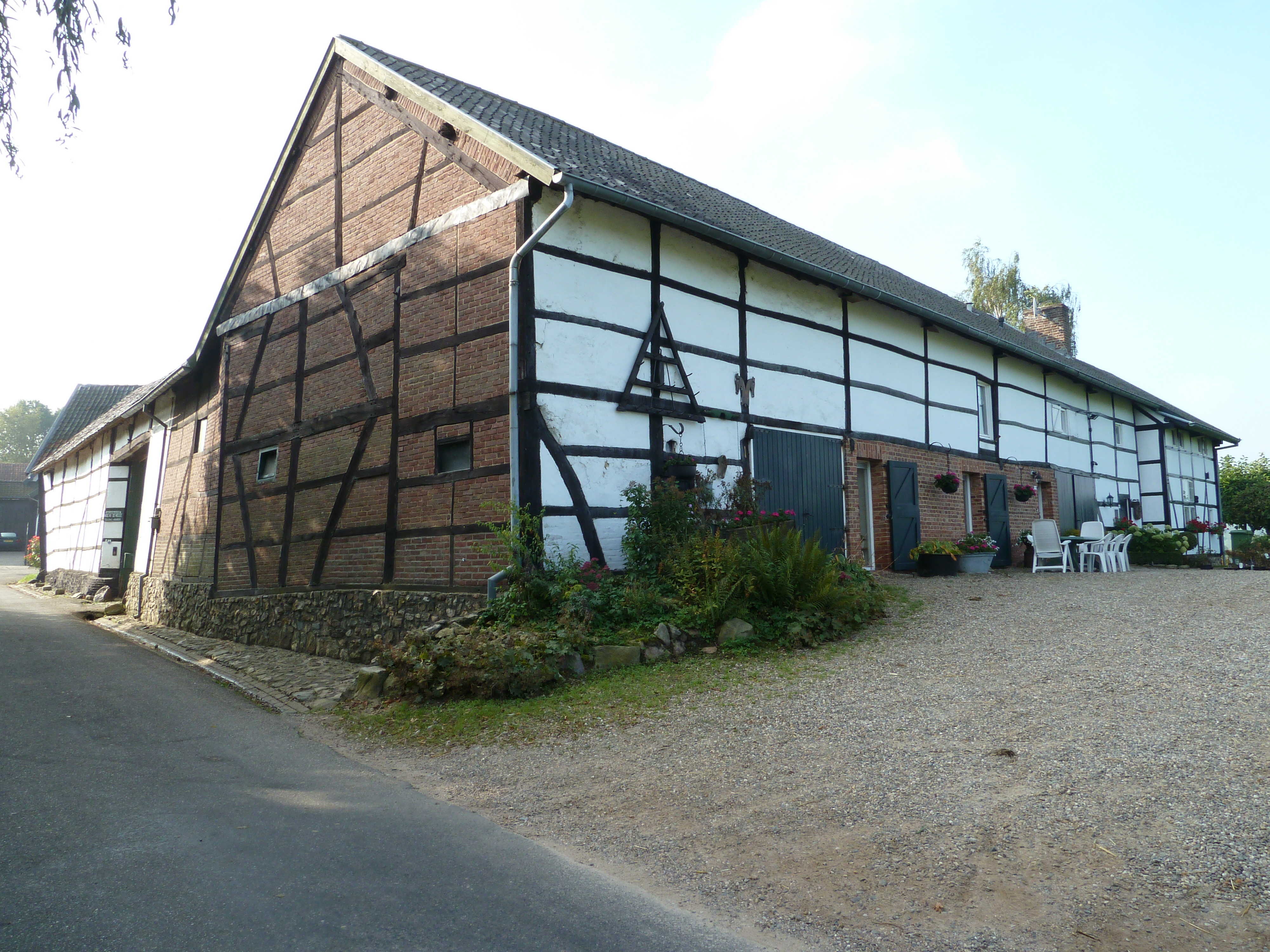
Bommerigerweg 14A
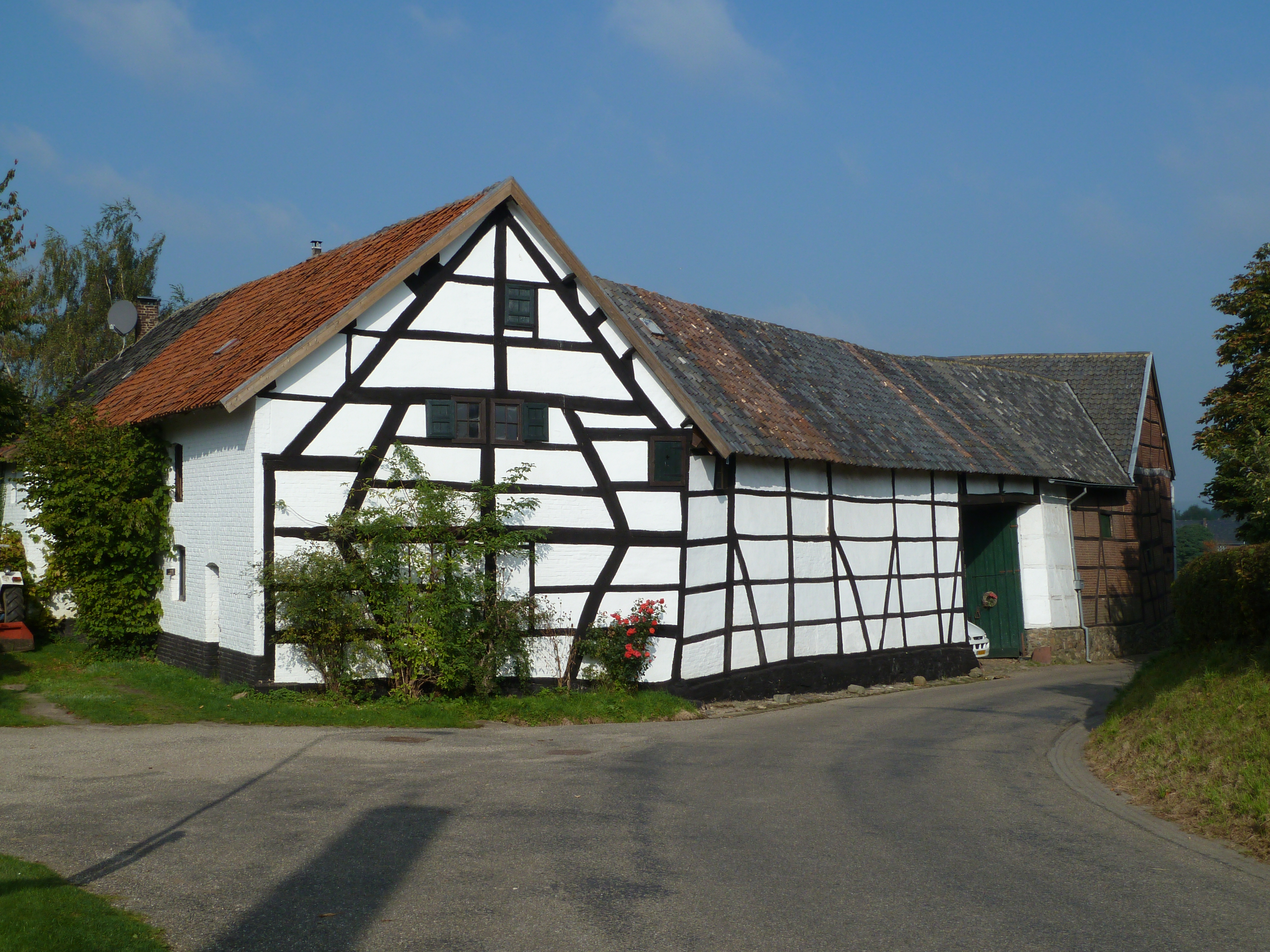
Bommerigerweg 16
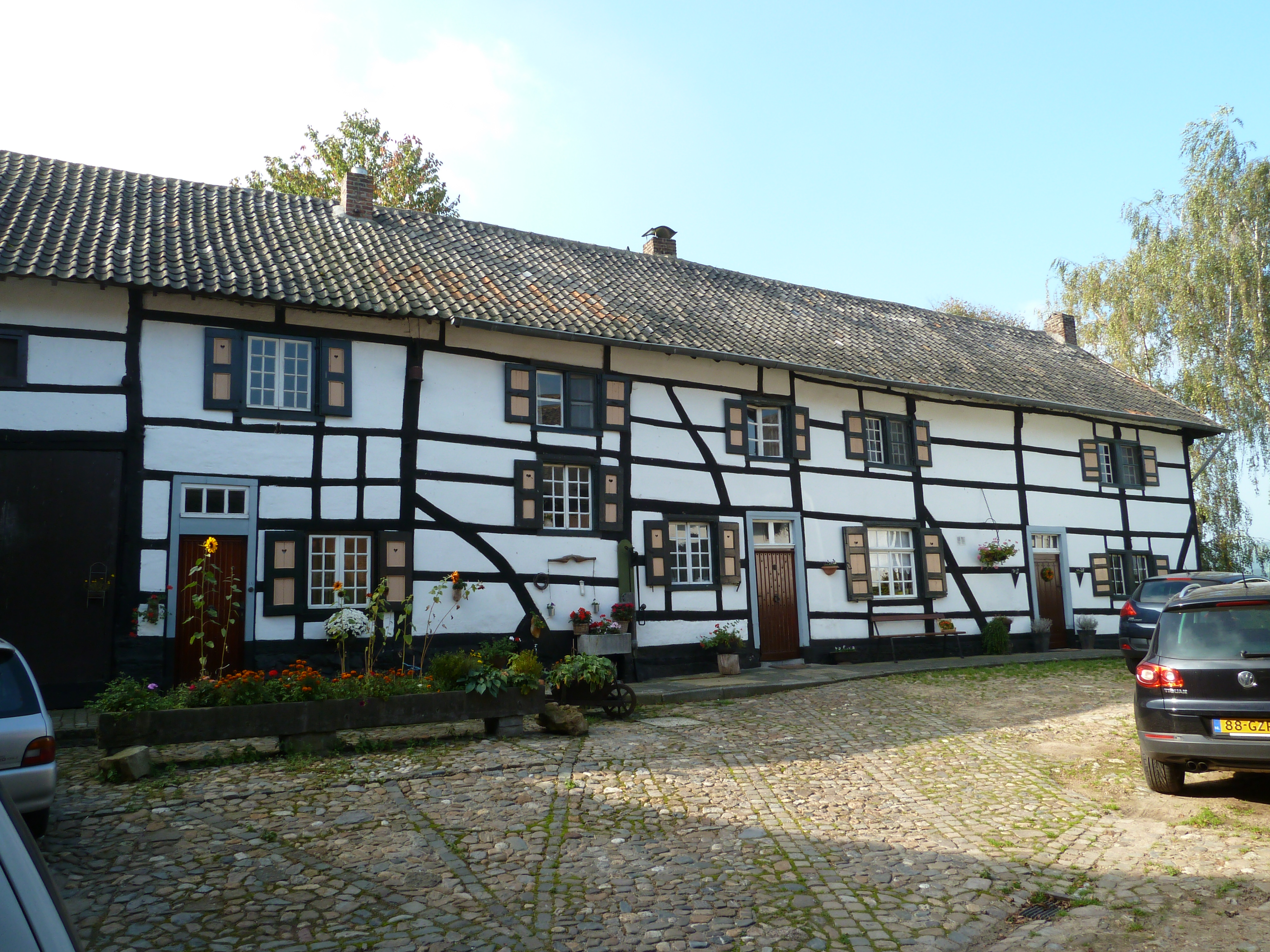
Idem, binnenplaats
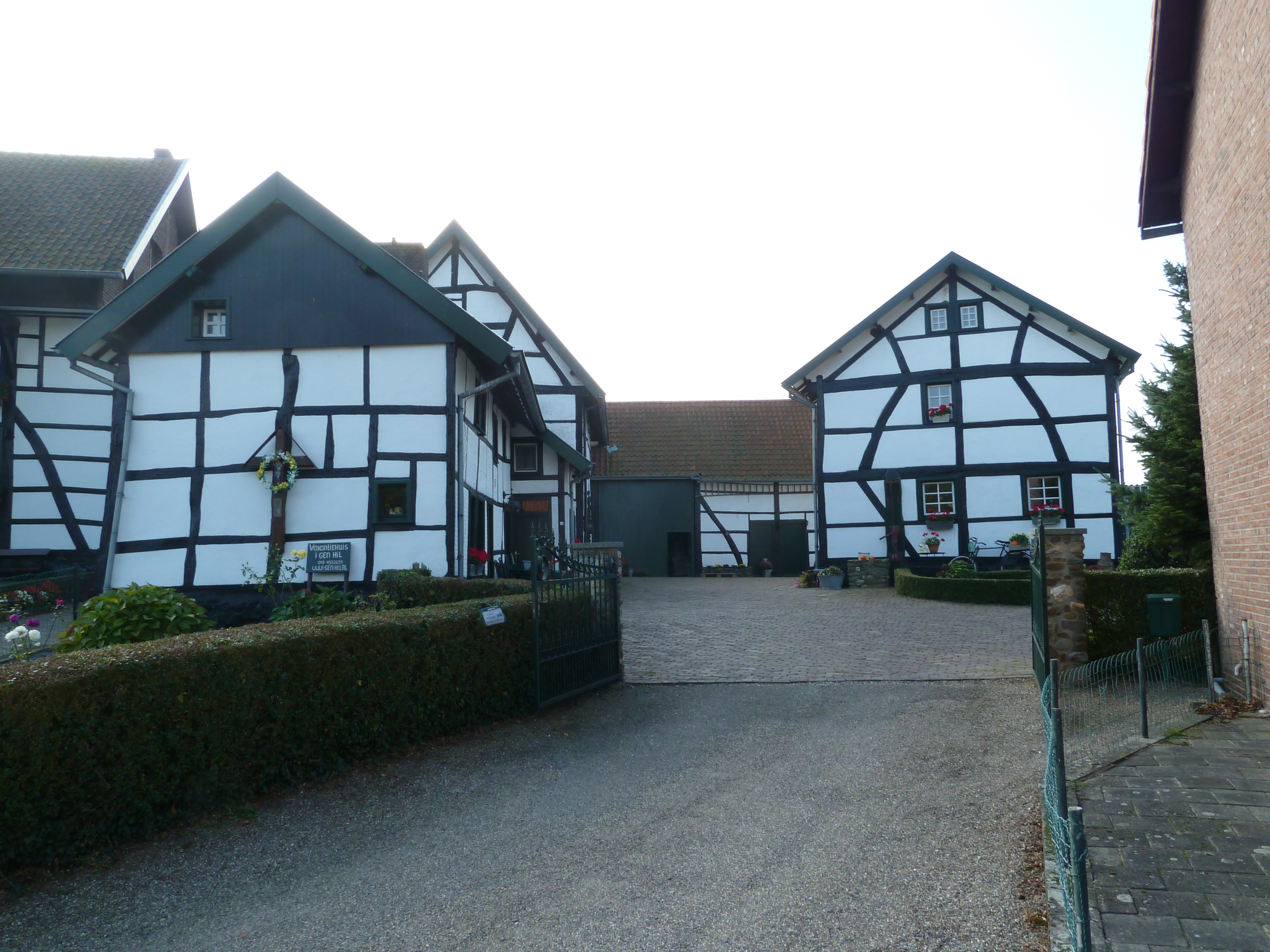
Bommerigerweg 20-22

## Aanwijzing tot rijksbeschermd gezicht
De procedure voor aanwijzing werd gestart op 17 mei 1967. Het gebied werd op 29 augustus 1968 definitief aangewezen. Het beschermd gezicht beslaat een oppervlakte van 3,9 hectare.
Panden die binnen een beschermd gezicht vallen krijgen niet automatisch de status van beschermd monument. Wel zal de gemeente het bestemmingsplan aanpassen om nieuwe ontwikkelingen in het gebied te reguleren. De gezichtsbescherming richt zich op de stedenbouwkundige en cultuurhistorische waardering van een gebied en wil het toekomstig functioneren daarvan veiligstellen.
Het rijksbeschermd gezicht Helle is een van de vier beschermde dorpsgezichten in de gemeente Gulpen-Wittem.